# 蟹式自行火炮
蟹式自行火炮是由斯塔洛瓦沃拉冶炼厂设计的155毫米自行火炮，它将改进后的韩国K9自走砲底盘、英国BAE系统公司AS-90M勇敢的心式自行火炮炮塔、斯塔洛瓦沃拉冶炼厂生产的52倍径榴弹炮和WB电子公司的黄玉（Topaz）火炮火控系统结合到了一起。它经常被称为“AHS Krab”，但“AHS”不是其名称的一部分，而是波兰语“armatohaubica samobiežna（意为自行榴弹炮）”的缩写。

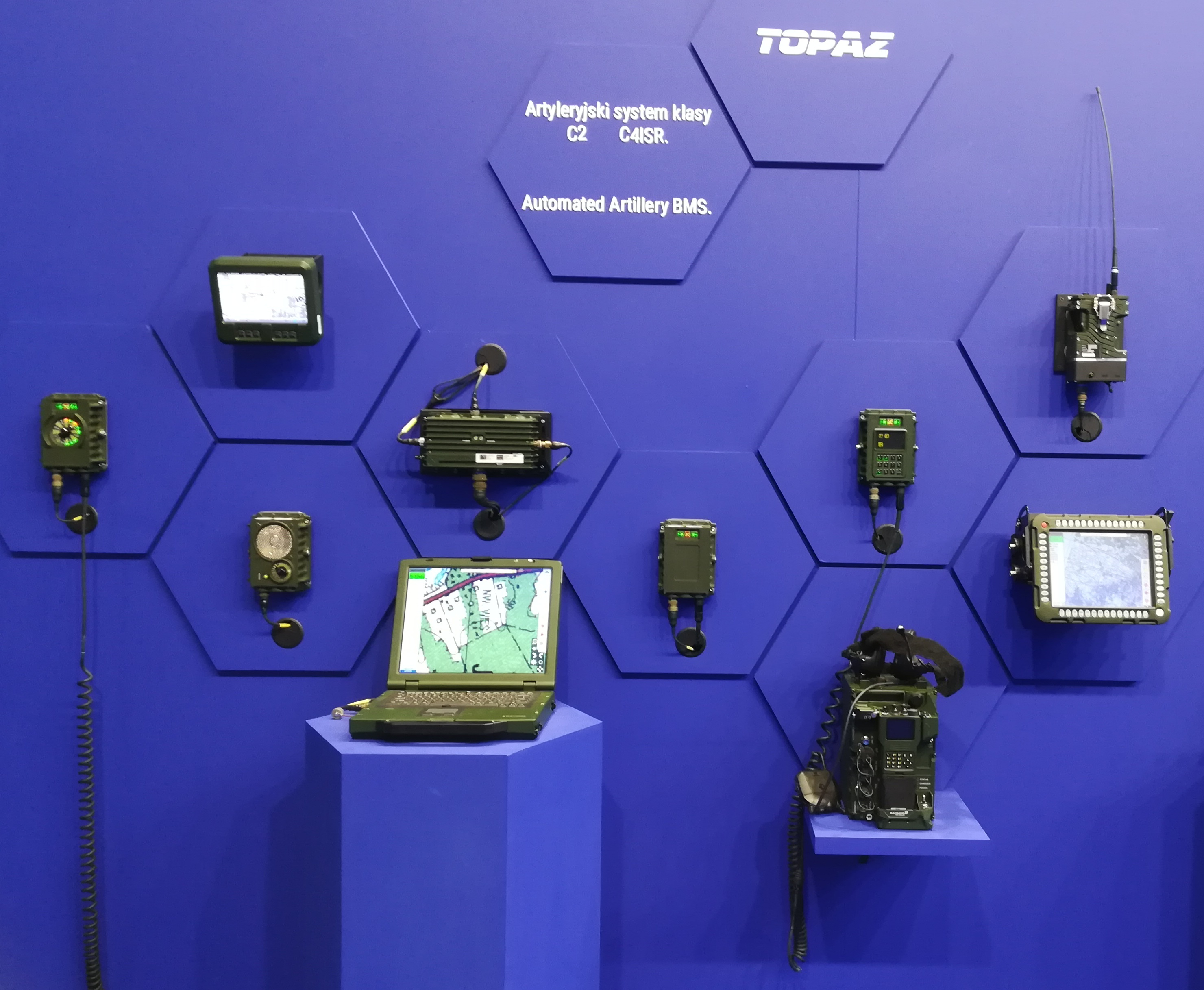
WB集团黄玉火控系统

2011年的原型车使用了奈克斯特系统公司的火炮和布马－拉邦蒂公司的UPG-NG底盘。
自2016年以来，波兰决定基于安装了STX-MTU腓特烈港有限公司发动机的改装后K9自行火炮底盘设计蟹式自行火炮的量产型。自2019年以来，蟹式自行火炮使用的是波兰国内制造的斯塔洛瓦沃拉冶炼厂产火炮（之前使用的火炮由莱茵金属交付）。

## 历史
蟹式自行火炮的火炮是基于“里贾纳（Regina）”研究项目开发的，该项目的目标是为波兰陆军设计并制造一款155毫米（6.1英寸）口径的远程火炮，作为师级火力支援装备。波兰陆军决定不购买整车生产许可，只购买52倍径榴弹炮和炮塔的许可证，并将其安装在国产底盘上。
1997年，波兰陆军开始了一项关于火炮部件（一个带火炮的完整炮塔）的竞标。英国AS-90M自行火炮赢得了竞标，另一位参选者是PzH 2000自行榴弹砲。1999年，其技术被转移到斯塔洛瓦沃拉冶炼厂。UPG-NG底盘是由位于波兰格利维采的OBRUM公司在波兰开发的，其为基于SPG-1M底盘的改进产品，SPG-1M底盘是基于苏联MT-S牵引机设计的底盘，与PT-91主战坦克坦克共用部分零件。第一台原型车于2001年完成，第二台原型车于次年完成。
蟹式自行火炮的前两台原型车配备了BAE系统公司提供的炮塔。工厂计划于2008年完成第一批能装备一个中队的蟹式自行火炮的生产，但由于财务原因，该计划被推迟，直到2008年波兰陆军才下达了一个中队批次的订单，该订单于2012年完成。该订单包括八台自行火炮（六台新生产的自行火炮和两台经过升级的原型车）、指挥车（基于现代化的MTLB底盘）以及维护弹药、军械和电子设备的维修车。
奈克斯特系统公司设计的榴弹炮取代了最初的英国榴弹炮。制造商提供的另一款榴弹炮的试射一直持续到年底。8月10日，在位于斯塔洛瓦沃拉的WITU军事技术研究所动态试验中心内，研究人员在武器监察局和空军导弹和炮兵部队总部代表的监督下对第三款榴弹炮进行了测试。
第三台完整的蟹式自行火炮于2011年7月首次进行射击测试，这台蟹式自行火炮还采用了WB集团开发的机载电子元件。火力密度高是测试的要求之一。截至2012年，斯塔洛瓦沃拉冶炼厂已经生产了两台原型车和八台量产型，这些蟹式自行火炮被分配到了营一级，每个营有两个炮兵连，每个炮兵连有四台自行火炮。2012年至2013年，波兰陆军对八台量产型进行了测试，这是“里贾纳”研究项目的一部分。
2014年12月，波兰国防部宣布与韩国公司三星技佳（现韩华技佳）达成一份价值3.2亿美元的采购合同，购买了120个K9自行火炮的底盘，首批24个底盘于2017年交付，剩余96个底盘于2018到2022年间则是在波兰获得许K9自行火炮生产许可后于波兰生产。波兰还评估了土耳其制造的T-155风暴式自行火炮底盘。波兰机械设备研发中心（Ośrodek Badawczo Rozwojowy UrządzeńMechanicznych，缩写为OBRUM）最初获取的由BUMAR制造的UPG-NG底盘曾用于最初的八台量产型，这八台量产型配备了PT-91主战坦克的s-12U发动机和其他元件（如负重轮），但使用UPG-NG底盘的生产计划由于结构裂缝而被放弃，s-12U引擎的生产也被叫停。
第一个K9自行火炮底盘于2015年6月被运往波兰进行测试和集成。使用K9自行火炮底盘的原型车于2015年8月完工。它于2015年10月通过了型式验收测试。针对该原型车的测试于2016年4月成功结束，其被允许量产。2016年4月，国防部和制造商结束了研发阶段。2016年4月，波兰总理访问斯塔洛瓦沃拉期间，两台使用K9自行火炮底盘的蟹式自行火炮被移交给了波兰陆军。
这八台量产型加入了托伦炮兵训练中心的初始生产实例，并被用于制定作战部队的作战标准。在2016年11月的移交仪式上，有9台蟹式自行火炮在波兰国防部长在场的情况下被波兰陆军接收，另有7台处于验收测试阶段。安装在UPG底盘上的8个炮塔计划在2016年底交付第一批16台自行火炮后改为安装在K9自行火炮底盘上。下一批96台自行火炮的订单于2016年12月签署，将总生产数提高到120台蟹式自行火炮。波兰原计划从韩国进口36个K9自行火炮底盘，在波兰生产84个K9自行火炮底盘，到2022年交付120台自行火炮。然而，随着波兰将其在国内生产的K9自行火炮底盘数从84个增加到96个，交付时间延长到2024年。
计划中的五个装备蟹式自行火炮的团将分别配备24台自行火炮。到2017年，第一支接收24只蟹式自行火炮的部队是位于文戈热沃的第11马祖尔炮兵团。先进的155毫米智能弹药的开发计划预计将于2017年完成。
2022年5月下旬，波兰政府向乌克兰捐赠了18台蟹式自行火炮，以帮助乌克兰陆军抵御俄罗斯入侵。两国政府签署了一项合同，根据该合同，波兰将向乌克兰额外出售60台蟹式自行火炮，交易价值达30亿兹罗提（7亿美元）。通过这笔交易，乌克兰成为蟹式自行火炮的第一个国外用户。该订单是波兰在过去20年中签订的最大国防合同。2022年10月，时任乌克兰国防部长的阿列克西·列兹尼科夫透露，波兰已经捐赠了可装备三个营的蟹式自行火炮（即54台带支援车的蟹式自行火炮），并购买了提供给另外三个营的蟹式自行火炮。

### 重型步兵战车
2023年8月，波兰军备集团（PGZ）和斯塔洛瓦沃拉冶炼厂共同与波兰国防部军备局签署了一份框架合同，从2025年开始交付700辆重型步兵战车（Ciężki Bojowy Wóz Piechoty，缩写为CBWP）。该步兵战车的底盘将使用配备ZSSW-30无人炮塔的蟹式自行火炮，可搭载三名车组乘员和八名随车步兵，可以与各种目标交战，同时具有高射击精准度和优秀的防地雷能力。

## 用户

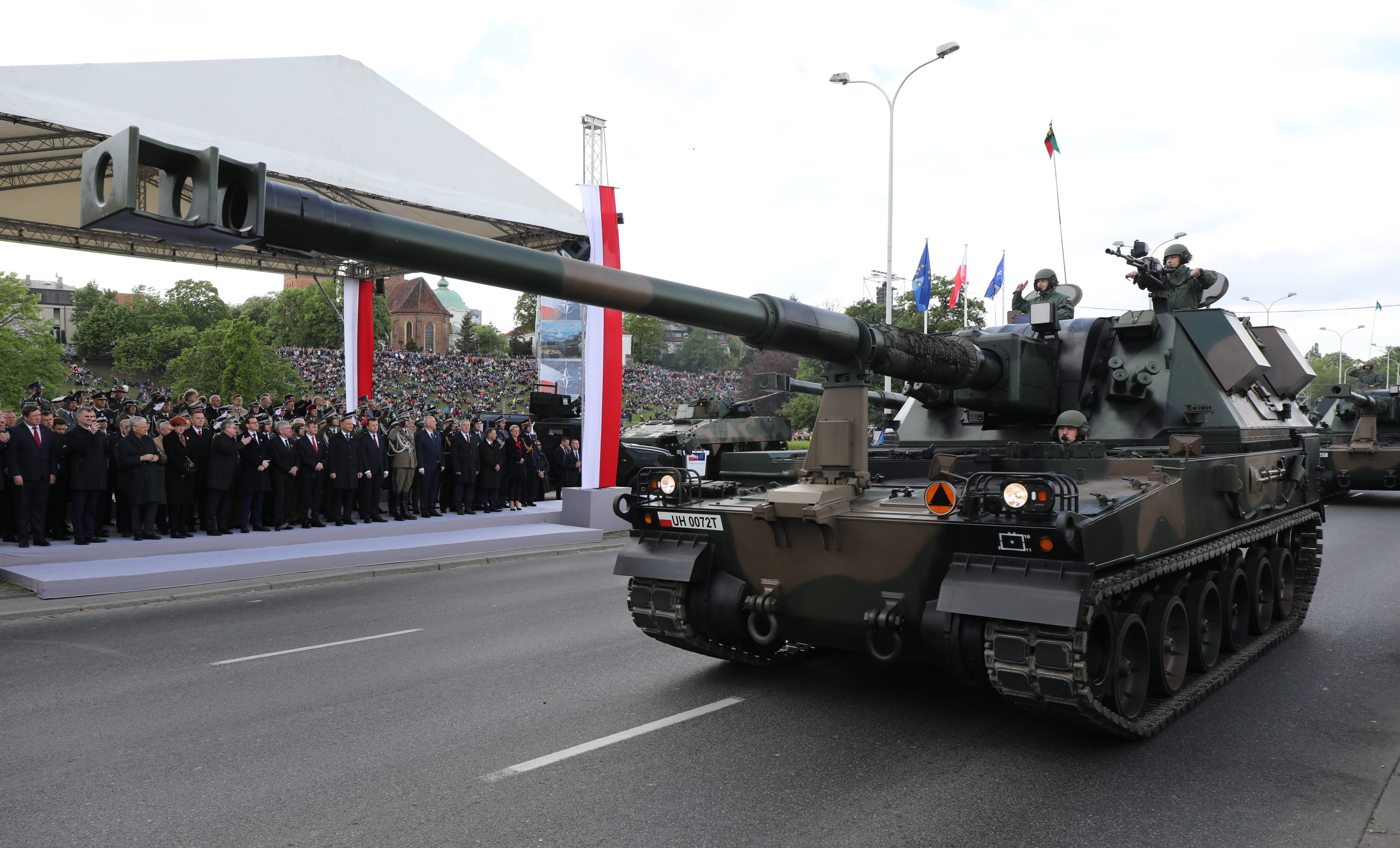
波兰一次阅兵式期间的蟹式自行火炮。

波兰陆军（186台待交付+56台根据框架协定交付的自行火炮）
截至2022年2月，已经有80台蟹式自行火炮交付给了波兰陆军。截至2022年9月，在向乌克兰捐赠了54台蟹式自行火炮后，波兰陆军共有26台蟹式自行火炮。
- 最初订购了120台蟹式自行火炮，预计将于2024年全部交付。2020年12月16日，作为2016年合同被调整的结果，波兰陆军额外购买了两台蟹式自行火炮用于训练。截至2022年，已交付80台。然而，剩余42辆车的交付截止日期从2022-2024年推迟到2025-2027年。
- 2022年9月5日订购了48台蟹式自行火炮，订单价值38亿兹罗提（7.97亿美元）。由于生产延迟，这批蟹式自行火炮预计将在2025年至2027年之间交付。
- 国防部于2023年12月8日签署了购买152台蟹式自行火炮的框架协议，合同价值约为100亿兹罗提（约24.9亿美元）。该合同的资金由国防部预算提供。波兰正在考虑将96台蟹式自行火炮作为该协议的第一批订单。价值90亿兹罗提的96台蟹式自行火炮、指挥车、指挥参谋车、弹药运输车和维修车的合同于2024年12月23日签署。该批次的交货时间表为2029年底。

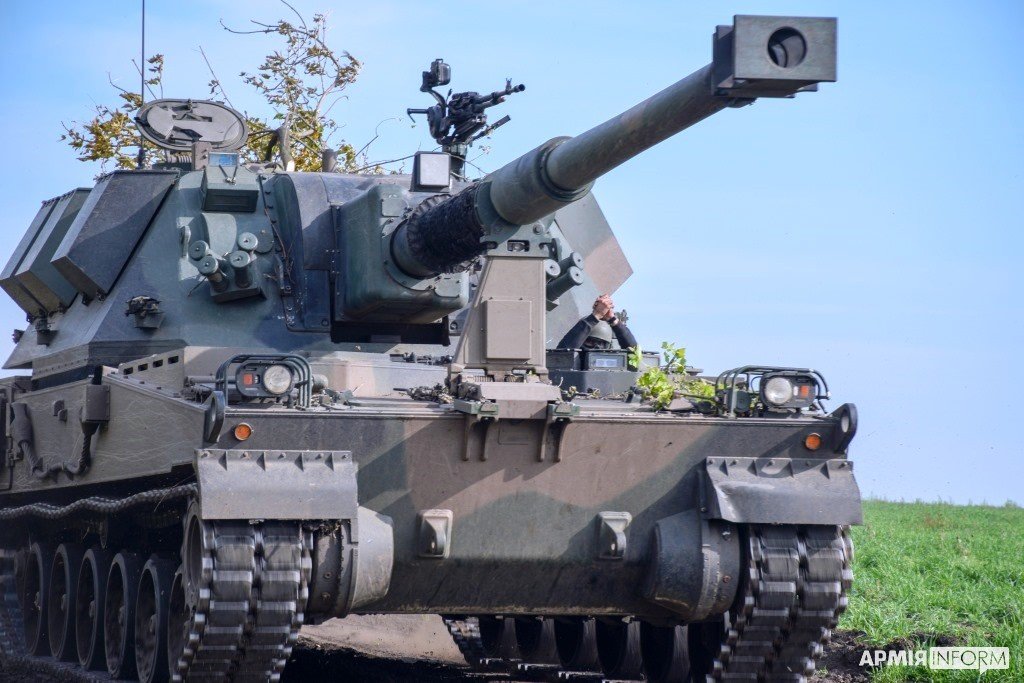
俄罗斯入侵乌克兰期间乌克兰炮兵旅的蟹式自行火炮

 乌克兰陆军
2024年12月完成了108台蟹式自行火炮的采购。至少有35台蟹式自行火炮被毁，另有至少6台蟹式自行火炮受损。
- 2022年波兰捐赠了18台。截至2022年9月，波兰又捐赠了36台，使总捐赠数增加到54台。
- 2022年以7亿美元的价格购买了54台蟹式自行火炮。

## 服役历史

### 俄罗斯入侵乌克兰
据乌克兰消息，乌克兰陆军于2022年在北顿涅茨克附近的战斗中使用了蟹式自行火炮。
2022年，乌克兰陆军在哈尔科夫大反攻中使用了蟹式自行火炮。
据透露，乌克兰在2022年秋季使用蟹式自行火炮发射了M982神剑导引炮弹，其射程超过50公里。

### 损失
截至2025年6月17日，公开来源情报分析网站Oryx记录了已确认的乌克兰蟹式自行火炮战损，其中35台蟹式自行火炮被击毁，6台蟹式自行火炮受损。